# 圣尤斯塔基奥

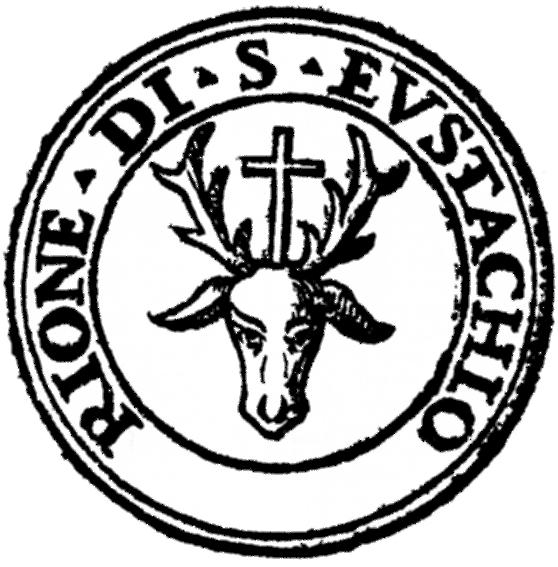
区徽

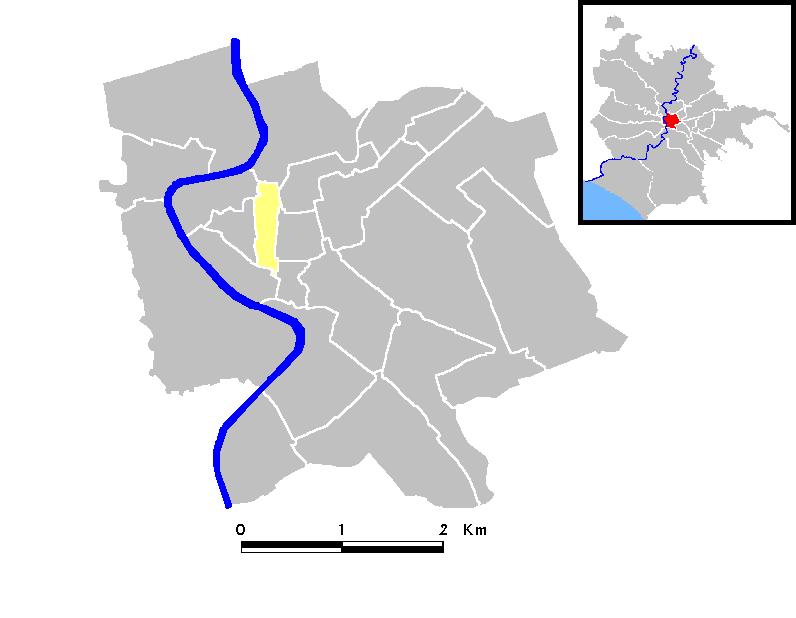
地图

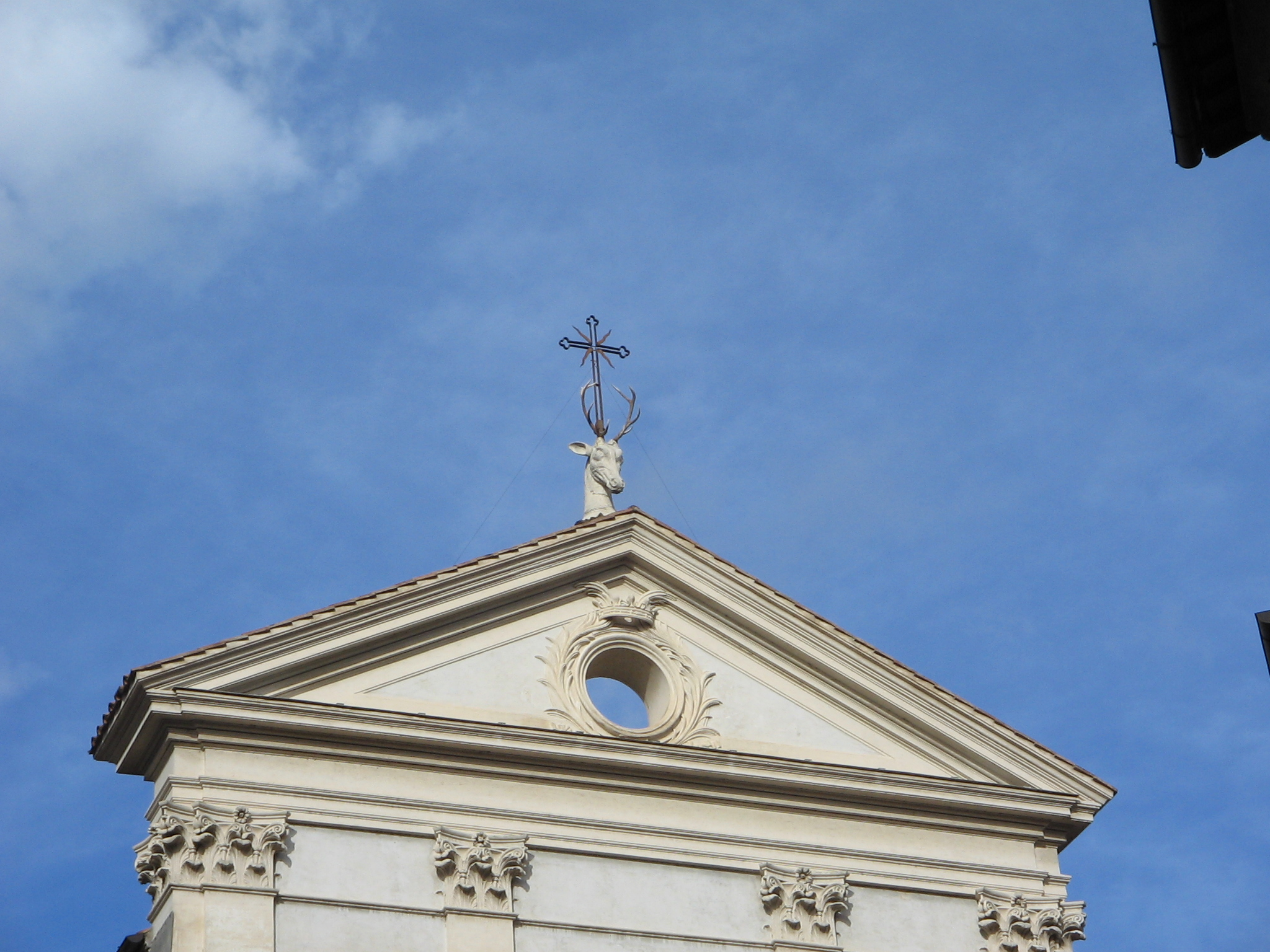
聖猶士坦教堂顶部的鹿头

圣尤斯塔基奥（義大利語：Sant'Eustachio）是罗马的第八区，位于古城区的中心部位。其标志是鹿头（聖猶士坦的标志）。
该区得名于同名的聖猶士坦教堂。著名的圣安德肋圣殿（意大利语：Basilica di Sant'Andrea della Valle）和圣依华堂（意大利语：Chiesa di Sant'Ivo alla Sapienza）亦位于该区。
与该区毗邻的有战神广场（Campo Marzio）、科隆纳（Colonna）、皮尼亚（Pigna）、圣安杰洛（Sant'Angelo）、雷戈拉（Regola）、帕里奥内（Parione）、庞特（Ponte）等区。